# Remondes
Remondes is een plaats (freguesia) in de Portugese gemeente Mogadouro en telt 294 inwoners (2001).